# Kowenice
Kowenice – wieś na Ukrainie w rejonie samborskim należącym do obwodu lwowskiego.
Miejsce urodzenia polskiego pisarza Andrzeja Kuśniewicza.